# Circondario di Reggio di Calabria
Il circondario di Reggio di Calabria è uno dei tre circondari in cui è suddivisa l'omonima provincia, esistito dal 1860 al 1927.

## Suddivisione
Nel 1863, la composizione del circondario era la seguente:
1. Mandamento I di Bagnara
  - Bagnara
2. Mandamento II di Bova
  - Africo, Bova, Condofuri, Roccaforte, Roghudi
3. Mandamento III di Calanna
  - Calanna, Laganadi, Podargoni, Rosalì, San Batello, San Giuseppe, Sant'Alessio, Santo Stefano
4. Mandamento IV di Melito
  - Bagaladi, Melito, Montebello, San Lorenzo
5. Mandamento V di Reggio
  - Ortì, Reggio
6. Mandamento VI di Sant'Agata in Gallina
  - Cardeto, Cataforio, Motta, Pellaro, Sant'Agata in Gallina
7. Mandamento VII di Scilla
  - Scilla
8. Mandamento VIII di Villa San Giovanni
  - Campo, Cannitello, Catona, Fiumara, Gallico, Salice, San Roberto, Villa San Giovanni